# Deepthroating

Deepthroating

Als Deepthroating [ˈdiːpˌθroʊtɪŋ], auch englisch deep throat (Tiefe Kehle), wird eine Variante des Oralverkehrs bezeichnet, bei welcher ein Penis oder Dildo gänzlich im Rachen aufgenommen wird.

## Konzept

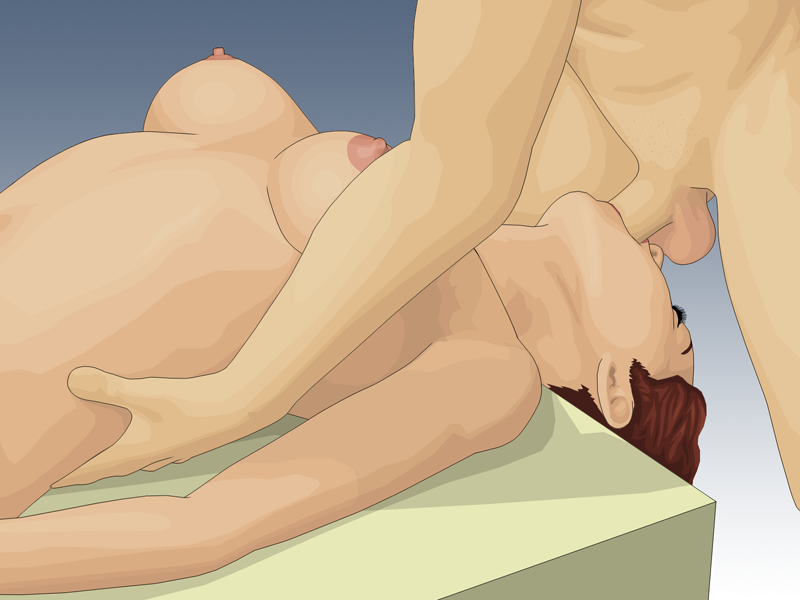
Variation der Sexualtechnik. Der Hals wird gestreckt und das tiefe Einführen des Penis fällt leichter.

Bei dieser Sexualpraktik entsteht im Gegensatz zur normalen Fellatio ein Gefühl der Enge um die Eichel des Penis.
Deepthroating wird sowohl in hetero- als auch homosexuellen Beziehungen ausgeübt und häufig in Pornofilmen dargestellt.

## Gefahren
Ähnlich wie bei Analverkehr besteht bei mangelnder Entspannung, Vorbereitung oder Rücksichtnahme die Gefahr von Verletzungen. Ebenso kann die Stimulation des hinteren Rachenraumes, vor allem bei fehlender Entspannung oder falscher Positionierung, den natürlichen Würgreflex hervorrufen. Aufgrund des Würgereizes kann das Deepthroating für den aufnehmenden Partner unangenehm sein, da er sich nicht auf den Partner und den Sex mit ihm, sondern auf die Unterdrückung des Reflexes konzentrieren muss. Der Würgereiz ist ein angeborener Reflex und dient dem Schutz gegen Ersticken. Eine Unterdrückung des Würgereflexes ist aus medizinischen Gründen aufgrund dieser Schutzfunktion nicht empfehlenswert. Die Stärke des auftretenden Würgereflexes lässt sich zwar durch wiederholte Auslösung schrittweise vermindern (Gewöhnung), aber es kann durchaus mehrere Monate dauern, bis der Würgreflex unter Kontrolle ist. Gefahr besteht auch, wenn es zu einer Aspiration kommt. Dabei gelangen Teile des hochgewürgten Mageninhaltes in die Luftröhre bzw. Lunge, was mit hoher Wahrscheinlichkeit zu einer Lungenentzündung führt.

## Deepthroating in der Pornografie
Im Rahmen pornografischer Filme kommt Deepthroating mittlerweile häufig vor. Besondere Berühmtheit erlangte diese Technik durch den Film Deep Throat mit der US-amerikanischen Hauptdarstellerin Linda Lovelace, die diese Praktik später als schmerzhaft und unangenehm beschrieb. Linda Lovelace gab ebenfalls bekannt, dass sie niemals freiwillig in Deep Throat mitgespielt hat, sondern zu sämtlichen pornografischen Darstellungen gezwungen wurde.
Die deutsche Pornodarstellerin Gina Wild beschreibt die Technik in ihrem Buch Ich, Gina Wild – Enthüllung:

„Anfangs habe ich manchmal einen Würgereiz bekommen. Dann habe ich gestoppt. Als Pornodarstellerin habe ich den so genannten Deep Throat gelernt. Das ist eine ganz bestimmte Technik. Wenn nämlich der Penis ganz hinten im Rachen den Vagusnerv berührt, dann schluckt man. Irgendwann hat man es heraus. Wenn der Schwanz hinten an den Nerv stößt, wird geschluckt. Dann hast du diesen Würgereiz nicht, und er geht richtig tief rein.“

Die US-amerikanische Sexberaterin und Buchautorin Lou Paget übt unter anderem auch Kritik an der Häufigkeit, mit der Deepthroating in pornografischen Werken vorkommt. Sie vertritt die Auffassung, dass die Konsumenten von Pornos dadurch auf „Erwartungen programmiert werden, die in der wirklichen Welt nur selten erfüllt werden“, und dass „der Würgereflex es fast unmöglich mache, den Penis tief in den Rachen aufzunehmen“.

## Irrumatio
Eine Variation des Deepthroating ist die Gagging (Englisch für knebeln oder würgen) genannte Irrumatio (früher auch als „Irrumare“ bezeichnet). Hierbei übernimmt der „gebende“ Partner die Initiative und penetriert aktiv den Mund bzw. die Kehle des aufnehmenden Partners.
Wird bei dieser Praktik der Würgereiz mit Gewalt überwunden, kann dies gezielt Übelkeit und Erbrechen herbeiführen, ein Verhalten, das der Saliromanie zugeordnet werden kann. Ebenso kann gewaltsame Irrumatio die Erniedrigung des Partners zum Ziel haben und somit eine sadomasochistische Spielart darstellen. Sie wurde Juvenal, Martial und Catull zufolge bereits im antiken Rom gegenüber Männern und Frauen als Sexualstrafe angewendet, ebenso wie Analverkehr (Pedicatio).